# Rikard Lindahl
August Rikard Anselm Lindahl, född 21 april 1897 i Själevads socken, död 21 december 1967 i Göteborg, var en svensk lärare och psykolog.
Rikard Lindahl var son till fastighetsskötaren August Lindahl. Efter folkskollärarexamen 1918 tjänstgjorde han vid folkskolor i Ludvika 1918–1920 och i Göteborg från 1920. Vid sidan av lärararbetet tog han studentexamen i Göteborg 1921 och studerade därefter vid Göteborgs högskola, blev filosofie kandidat 1925, filosofie licentiat 1942 och filosofie doktor 1946. Från 1946 var han docent i psykologi och pedagogik vid Göteborgs högskola, och uppehöll även en tid professuren i ämnet. 1944–1946 var han förordnad som pedagogisk föreståndare för slöjdseminariet vid Nääs. Han var redaktör för tidskriften Folkskolan från dess start 1947 och gjorde där ett flertal inlägg i den psykologiska och pedagogiska debatten. Bland hans skrifter märks doktorsavhandlingen Inlärningsprocessen. En kritisk översikt och psykologisk analys (1946).